# Тадж ад-Дин Йылдыз
Тадж ад-Дин Йылдыз (перс. تاج‌ الدین یلدوز‎; ? — 1216) — тюркский гулямский военачальник династии Гуридов, который после смерти султана Муиз ад-Дина Мухаммада стал фактическим правителем Газни, однако, все ещё признавая власть Гуридов.

## Биография
После смерти султана Муиз ад-Дина Мухаммада в 1206 году в Гуридском султанате появились две соперничающие фракции: фракция тюркских гулямов, которые поддерживали племянника Муиза Гийас ад-Дина Махмуда, и фракция местных иранских солдат, которые поддерживали гуридского правителя Бамиана Баха ад-Дина Сама II. Баха ад-Дин Сам II, однако, умер через несколько дней, что заставило иранских солдат поддержать двух его сыновей Джалал ад-Дина Али и Ала ад-Дина Мухаммеда. Гийас ад-Дин Махмуд, однако, сумел выйти победителем во время борьбы и стал правителем Фирузкуха. Тем временем Йылдыз захватил Газни у гуридских правителей Бамиана, но вскоре признал власть Гийаса ад-Дина Махмуда.
Гийас ад-Дин Махмуд, недовольный тем, что Тадж ад-Дин контролирует Газни, и не смея оставить Гур без защиты, обратился за помощью к хорезмшаху Ала ад-Дину Мухаммаду II. Мухаммад, однако, вместо этого вторгся во владения Гийаса, захватив города Балх и Термез. В 1208 году полунезависимый гуридский правитель Индии Кутб ад-Дин Айбак напал на Газни и занял город, но через сорок дней потерпел поражение от Йылдыза.

В 1214 году Тадж ад-Дин Йылдыз убил Ала ад-Дина Атсыза и посадил его двоюродного брата Ала ад-Дина Али на гуридский трон в качестве своей марионетки. Однако год спустя хорезмшах Ала ад-Дин Мухаммед II завоевал Фирузкух и захватил Ала ад-Дина Али. Вскоре хорезмшах выступил на Газни, где решительно разгромил Йылдыза, который бежал в Пенджаб и захватил Лахор у Насир ад-Дина Кабача. Позже Йылдыз сражался с тюркским правителем Илтутмишем и претендовал на делийский трон как наследник Муиз ад-Дина Мухаммеда. Илтутмиш возразил, заявив:
владычеством над миром наслаждается тот, кто обладает наибольшей силой. Принцип наследственной преемственности не исчез, но судьба давно отменила этот обычай.
Две армии встретились в Тараине (англ.) в январе 1216 года. Тадж ад-Дин Йылдыз был разбит и взят в плен Илтутмишем, а после того, как его провели по улицам Дели, отправили в Бадаюн, где он был предан смерти в том же году. После падения Йылдыза Насир ад-Дин Кабача вновь занял Лахор.